# Скотт Пфейфер
Скотт Пфейфер (англ. Scott Pfeifer ; (5 січня 1977 , Сент-Алберт, Альберта ) — канадський керлінгіст і тренер з керлінгу.
У складі чоловічої збірної Канади чотириразовий чемпіон світу серед чоловіків, учасник зимових Олімпійських ігор 2018 року (зайняли четверте місце). П'ятиразовий чемпіон Канади серед чоловіків.

## Досягнення
- Чемпіонат світу по керлінгу серед чоловіків: золото (2002, 2003, 2005, 2016).
- Чемпіонат Канади по керлінгу серед чоловіків: золото (2001, 2002, 2003, 2005, 2016), срібло (2004).
- Чемпіонат Канади по керлінгу серед Чемпіонат Канади по керлінгу серед юніорів: золото (1994), бронза (1997).
- Чемпіонат Канади по керлінгу серед юніорів: золото (1994, 1997).

## Команди
| Сезон   | Четвертий     | Третій            | Другий        | Перший          | Запасний                                     | Турніри                                           |
| ------- | ------------- | ----------------- | ------------- | --------------- | -------------------------------------------- | ------------------------------------------------- |
| 1993—94 | Colin Davison | Kelly Mittelstadt | Скотт Пфейфер | Sean Morris     | Rob Simpson                                  | Шаблон:НЧКЁ · Шаблон:WJCC                         |
| 1996—97 | Скотт Пфейфер | Ryan Keane        | Blayne Iskiw  | Peter Heck      | Brian Galbraith (ЧКЮ) Jason Lesmeister (ЧСЮ) | Шаблон:НЧКЁ · Шаблон:WJCC                         |
| 1998—99 | Девід Недохін | Ренді Фьорбі      | Скотт Пфейфер | Картер Райкрофт |                                              |                                                   |
| 1999—00 | Девід Недохін | Ренді Фьорбі      | Скотт Пфейфер | Марсель Рок     |                                              |                                                   |
| 2000—01 | Девід Недохін | Ренді Фьорбі      | Скотт Пфейфер | Марсель Рок     | Дэн Головайчук тренер: Брайан Мур            | Шаблон:Brier · Шаблон:WCC (4-е місце)             |
| 2001—02 | Девід Недохін | Ренді Фьорбі      | Скотт Пфейфер | Марсель Рок     | Дэн Головайчук тренер: Брайан Мур            | КООК 2001 (7-е місце) · Шаблон:Brier · Шаблон:WCC |
| 2002—03 | Девід Недохін | Ренді Фьорбі      | Скотт Пфейфер | Марсель Рок     | Дэн Головайчук (ЧК, ЧС) тренер: Брайан Мур   | КК 2003 · Шаблон:Brier · Шаблон:WCC               |
| 2003—04 | Девід Недохін | Ренді Фьорбі      | Скотт Пфейфер | Марсель Рок     | Дэн Головайчук (ЧК) тренер: Брайан Мур       | КК 2004 · Шаблон:Brier                            |
| 2004—05 | Девід Недохін | Ренді Фьорбі      | Скотт Пфейфер | Марсель Рок     | Дэн Головайчук тренер: Брайан Мур            | Шаблон:Brier · Шаблон:WCC                         |
| 2005—06 | Девід Недохін | Ренді Фьорбі      | Скотт Пфейфер | Марсель Рок     | Дэн Головайчук                               | КООК 2005 (7-е місце)                             |
| 2006—07 | Девід Недохін | Ренді Фьорбі      | Скотт Пфейфер | Марсель Рок     |                                              |                                                   |
| 2007—08 | Девід Недохін | Ренді Фьорбі      | Скотт Пфейфер | Марсель Рок     |                                              |                                                   |
| 2008—09 | Девід Недохін | Ренді Фьорбі      | Скотт Пфейфер | Марсель Рок     |                                              |                                                   |
| 2009—10 | Девід Недохін | Ренді Фьорбі      | Скотт Пфейфер | Марсель Рок     |                                              | КООК 2009 (5-е місце)                             |
| 2012—13 | Джейми Кинг   | Блэйк Макдональд  | Скотт Пфейфер | Jeff Erickson   |                                              |                                                   |
| 2013—14 | Джейми Кинг   | Блэйк Макдональд  | Скотт Пфейфер | Jeff Erickson   |                                              |                                                   |
| 2015—16 | Кевин Кюи     | Марк Кеннеді      | Брент Лэинг   | Бен Хеберт      | Скотт Пфейфер                                | Шаблон:Brier · Шаблон:WCC                         |
| 2016—17 | Кевин Кюи     | Марк Кеннеді      | Брент Лэинг   | Бен Хеберт      | Скотт Пфейфер тренер: Джон Данн              | КК 2016 (6-е місце) · Шаблон:Brier                |
| 2017—18 | Кевин Кюи     | Марк Кеннеді      | Брент Леїнг   | Бен Геберт      | Скотт Пфейфер тренер: Джон Данн              | КООК 2017 · Шаблон:КЁОИ (4 місце)                 |

## Результати як тренера національних збірних
| Рік  | Турнір                                             | Збірна         | Місце |
| ---- | -------------------------------------------------- | -------------- | ----- |
| 2019 | Кубок світу з керлінгу 2018/2019 (3 етап)          | (чоловіки)     | 1     |
| 2019 | Кубок світу з керлінгу 2018/2019 (3 етап)          | (жінки)        | 8     |
| 2019 | Кубок світу з керлінгу 2018/2019 (3 етап)          | (змішана пара) | 1     |
| 2021 | Чемпіонат світу з керлінгу серед змішаних пар 2021 | (змішана пара) | 4     |
| 2022 | Зимові Олімпійські ігри 2022                       | (змішана пара) | 5     |
| 2022 | Чемпіонат світу з керлінгу серед змішаних пар 2022 | (змішана пара) | 5     |

## Приватне життя
Власник бізнесу: компанія Ventures North Financial Group .
Одружений. Дружина — Шантелль Пфейфер (англ. Chantelle Pfeifer), яка теж грає в керлінг, хоча і на нижчому рівні, ніж чоловік . У них двоє дітей: Марло (англ. Marlow, рід. 2002) та Домінік (англ. Dominic, рід. 2004) .